# هوفبای سالتسبورگ
هوفبای سالتسبورگ (به آلمانی: Hof bei Salzburg) یک منطقهٔ مسکونی در اتریش است که در ناحیه زالتسبورگ-اومگه‌بونگ واقع شده‌است. هوفبای سالتسبورگ ۱۹٫۷ کیلومتر مربع مساحت دارد ۷۳۹ متر بالاتر از سطح دریا واقع شده‌است.